# Leptopterna dolabrata
Espèce
Leptopterna dolabrata est une espèce d'insectes du sous-ordre des hétéroptères (punaises) de la famille des Miridae.
On le trouve couramment dans les zones herbacées en Amérique du Nord et en Europe. Il se nourrit de semences de gazon, causant le dessèchement des tiges porte-graines et leur blanchissement prématuré. 
Il est considéré comme un ravageur là où le gazon est cultivé pour les semences. 